# つむら工芸
株式会社つむら工芸（つむらこうげい）は、テレビ番組全般の大道具やイベント企画に行う舞台美術会社である。1957年（昭和32年）12月14日設立。

## 会社の概要について

### 所在地
- 本社 - 大阪府大阪市西区京町堀2丁目12番24号
- 東京支社 - 東京都千代田区内神田1丁目2番2号
- 摂津工場 - 大阪府摂津市鳥飼中2-8-31
- 富島工場 - 大阪市西区川口4-9-36

### 役員
- 代表取締役社長：浜田晋
- 取締役副社長：小島一恭
- 常務取締役：山県弘昌、今泉哲屋
- 取締役：杉岡俊彦、林勝義
- 監査役：岡西忠夫

### 関連会社
- 株式会社ツムラエンタープライズ
- 株式会社TGM
- 株式会社毎日舞台
- 株式会社ひょうごT2

## 主な作品

### 舞台
劇団四季
- ライオン・キング
- マンマ・ミーア!